# Большой Киряк
Большой Киряк — река в России, протекает по Зейскому району району Амурской области. Длина реки — 59 км. Площадь водосборного бассейна — 468 км².
Начинается на северной оконечности хребта Соктахан, в елово-лиственничной тайге. Течёт в северном направлении по заболоченной лиственничной тайге. Впадает в Ижак слева в 6 км от его устья на высоте 322 м над уровнем моря. Ширина реки в низовьях — 10 м при глубине 0,6 м.
Вблизи устья реки — разъезд Ижак на железнодорожной линии Новый Ургал — Тында.
Название реки происходит от эвенкийского слова кирэ — 'расстояние вытянутых в сторону рук, время, мера'.

## Притоки
Объекты перечислены по порядку от устья к истоку.
- 15 км: Малый Киряк[3] (пр.)
- 23 км: Березовый[3] (лв.)
- 41 км: река без названия (лв.[3])

## Данные водного реестра
По данным государственного водного реестра России относится к Амурскому бассейновому округу, речной бассейн реки Амур, речной подбассейн реки — Зея, водохозяйственный участок реки — Зея от истока до Зейского гидроузла.
Код объекта в государственном водном реестре — 20030400112118100025463.